# داس ارسته

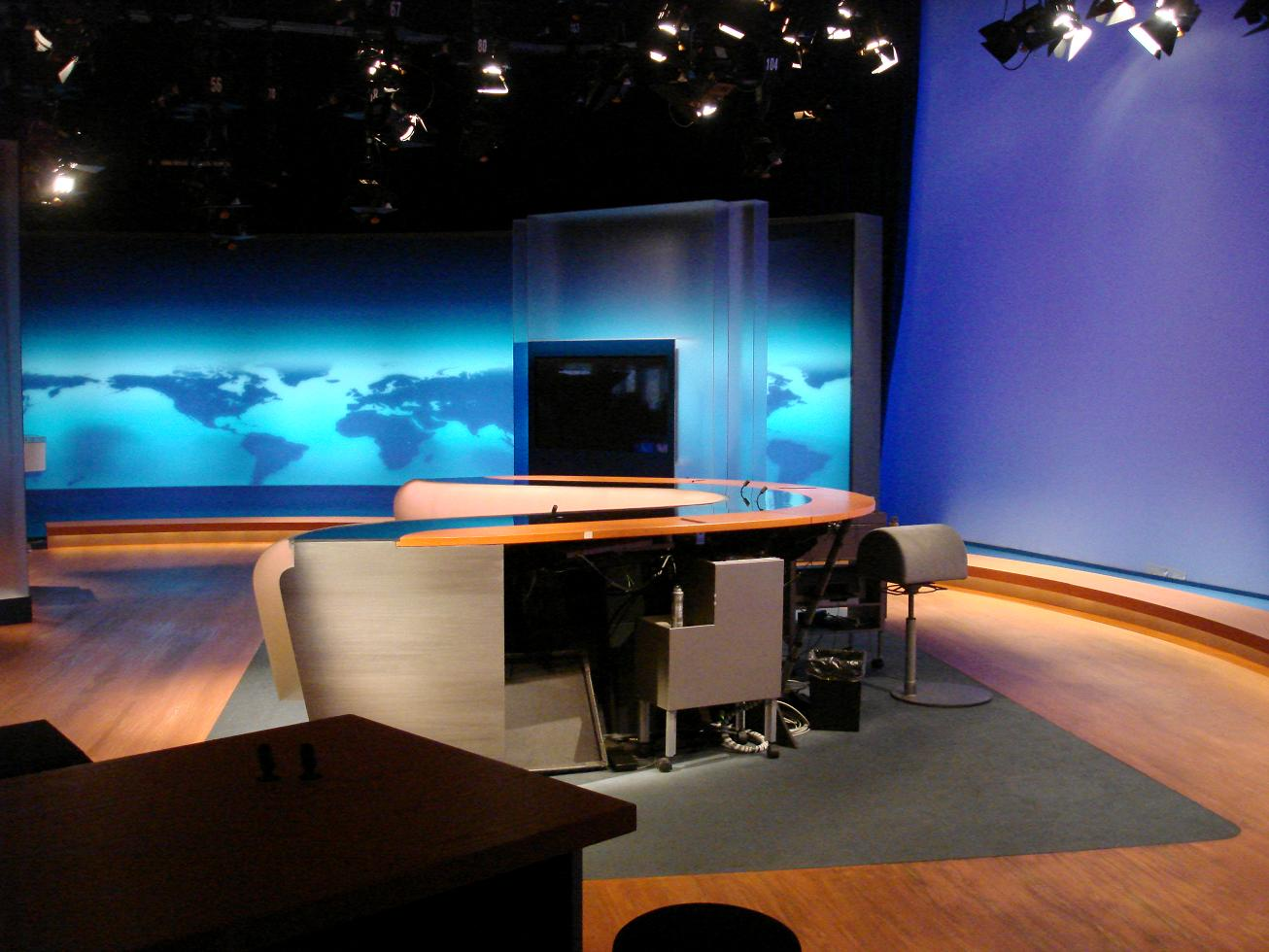
یکی از استودیوهای شبکه

داس اِقسته (به معنی اولین) (به آلمانی: Das Erste) یک شبکه تلویزیونی آلمانی است که در شهر مونیخ قرار دارد. محدوده پخش این شبکه اتریش، لوکزامبورگ،سوئیس، لیختن‌اشتاین، بلژیک، ایتالیا، هلند و دانمارک می باشد. این شبکه بر روی ماهواره هات برد موجود است.